# Oneida (New York)
Pour les articles homonymes, voir Oneida.
Oneida est une cité (city) américaine située dans le comté de Madison, dans l'État de New York. La population de la ville était de 11 393 habitants lors du recensement de 2010. La municipalité s'étend sur 22,13 milles carrés (57,32 km2).